# Chryseutria
Chryseutria är ett släkte av tvåvingar. Chryseutria ingår i familjen rovflugor.
Kladogram enligt Catalogue of Life:
| Chryseutria | \| \| Chryseutria amphibola \| \| \| \| \| \| Chryseutria nigrina \| \| \| \| |
|             | \| \| Chryseutria amphibola \| \| \| \| \| \| Chryseutria nigrina \| \| \| \| |
|             | Chryseutria amphibola                                                         |
|             |                                                                               |
|             | Chryseutria nigrina                                                           |
|             |                                                                               |